# سقوط فاس (1576)
سقوط فاس مواجهة عسكرية وقعت بين معسكري السعديين، الأول بقيادة السلطان محمد المتوكل، والثاني بزعامة عمه أبو مروان عبد الملك المدعوم من الدولة العثمانية، والذي تمكن من السيطرة على فاس في مارس من سنة 1576، بعد معركة الركن.

## سياق المواجهة
جاء زحف القوات العثمانية من الجزائر إلى المغرب سنة 1576 بعد وفاة السلطان عبد الله الغالب، في إطار الدعم التركي للملك السعدي أبو مروان عبد الملك وشقيقه - السلطان المستقبلي أحمد المنصور الذهبي، اللذان كانا قد فرا إلى سوريا منذ سنة1574 هربا من أخيهما عبد الله الغالب وخليفته السلطان محمد المتوكل.
لم تكن هذه هي المرة الأولى التي حاول فيها العثمانيون السيطرة على فاس، بل سبق لهم القيام بذلك عندما قاموا بالهجوم عليها سنة 1558 في عهد السلطان عبد الله الغالب.

## القوات المحشودة
اتجهت القوات العثمانية منطلقة من الجزائر، في جيش قوامه حوالي 10 آلاف جندي يتألف من المدفعيةوالسباهي وقوات مساعدة مكونة من الزواوة التي شكلها والي الجزائر الحاج علي بأمر من السلطان العثماني مراد الثالث وبطلب من والي الجزائر حينذاك القايد رمضان باشا.
على الجانب الآخر ، بلغ عدد جيش المتوكل 25 ألف جنديا، منهم 1800 من المدفعية مجهزين بستة وثلاثون مدفعية.

## معركة الركن
دخل الجيشان في مواجهة في مكان يسمى "الركن"  شرق فاس، والتي من المعلومات القليلة التي نقلها المؤرخون عنها أن الكتيبة الأندلسية لجيش المتوكل، التي شكلت العمود الفقري لمشاته وجدت نفسها وجها لوجه أمام هجوم مباغت لنيران الإنكشارية، الشيء الذي جعل ميزان القوى في صالح هذه الأخيرة.
عاد المتوكل من المعركة مفلولا نحو فاس التي توقف بها لأخذ النقود والأشياء الثمينة، قبل أن يفر إلى محيط الرباط ثم التوجه جنوباً.

## سقوط فاس
دخل عبد الملك منتصرًا إلى فاس بعد نهاية معركة الركن، دون أن يواجه أي مقاومة ، ثم اعترف بالسلطان العثماني مراد الثالث خليفة، لكنه نجح في الأخير في إقناع العثمانيين بالانسحاب من فاس مقابل كميات كبيرة من الذهب. أما محمد المتوكل فقد فر هاربا إلى إسبانيا ثم البرتغال، حيث وعده سبستيان الأول ملك البرتغال بمساعدته لاستعادة عرشه، وهو ما أدى لاحقا إلى اندلاع معركة الملوك الثلاثة عام 1578 والتي انتهت بهزيمة البرتغاليين والمتوكل الذي قضى في المعركة، كما مات عمه عبد الملك مسمومًا، تاركًا دولة السعديين لأخيه الأصغر أحمد المنصور.
أعطى التدخل العسكري العثماني في فاس شحنة قوية للعثمانيين وجعلهم في موقع قوي بالمغرب الكبير، مما شكل تهديدًا كبيرًا لإسبانيا.